# トヨタ・デリボーイ
デリボーイ（Deliboy）は、トヨタ自動車が製造・販売をしていた小型貨物自動車である。

## 概要
「日本初の大衆クラスのウォークスルーバン」と謳い、既存の途上国市場向け車種の3代目キジャンをベースに開発され、当時のトヨタオート店から発売された。既に発売されていたクイックデリバリーの縮小版といった趣きで、右側がヒンジドア、左側がスライドドア、後部ドアが観音開きのウォークスルーバンである。
主に配送や移動販売車などに使われた。トランスミッションはコラム5速MTとコラム3速 (1500cc) / 4速 (2000ccディーゼル) ATがあった。エンジンは1500ガソリン5K-Jと2000ディーゼル2C-IIIであり、駆動方式はFRのみで4WDの設定は無かった。基本としてライトエーストラックなど、1トン積み商用車の流用部品で構成されている。車体設計の一部と生産はアラコに委託されていた。
業務用としての活躍は殆ど見られなくなったが、製造中止から25年以上経った現在もトランスポーターや独特の雰囲気からかカスタムカーのベース車として人気がある。グレードは乗車定員と内装の違いで、2人乗りが201と202、5人乗りに501と502があった。パワーウインドウは設定されていない。助手席は折り畳み式、後部座席は左右非対称分割式となり、右側が2人掛けベンチシートと左側シートは側面に折り畳み式を採用していた。荷室の窓もグレードにより有無がある。
セミキャブオーバーのため、キャブオーバーよりも必然的にスペース効率が悪い、ドア枚数が少ない、助手席が質素過ぎた等が生産中止・販売不振の原因として挙げられる。
2022年8月19日公開の日本映画『バイオレンスアクション』（主演：橋本環奈）ではトヨタ・プロボックスと共に登場する。

### 歴史
型式 KXC10V/CXC10V型（1989年 - 1995年）
- 1989年7月20日 - 発売開始。発売時はコラムシフト5速MTのみ。
- 1991年3月 - コラムシフトの3速AT(ガソリン)を追加。
- 1991年5月 - 4速AT（ディーゼル）を追加。
- 1995年(日付不詳) - 生産終了・販売終了。

### 販売店
- トヨタオート店 (現ネッツ店)